# Миллан, Сизар
Си́зар (Цезарь) Милла́н (англ. Cesar Millan) или Се́сар Милья́н (исп. César Millán; род. 27 августа 1969) — мексикано-американский профессиональный тренер собак, широко известен своим телесериалом «Переводчик с собачьего» (англ. Dog Whisperer). 
До «Переводчика с собачьего», Миллан был сосредоточен на восстановлении особо агрессивных собак и основал Центр психологии собак в Южном Лос-Анджелесе.
Миллан написал первые три книги, в том числе «Cesar’s Way», и все они стали в The New York Times «бестселлером»: в совокупности продано 2 миллиона копий в Соединённых Штатах. Эти книги доступны в 14 странах.
Вместе со своей женой Иллюзией Миллан основал организацию, которая позже была названа Фонд Миллана. Он работает с Йельским университетом, создаёт учебные программы для детей на основе своей работы.
СПОКОЙНАЯ УВЕРЕННАЯ ЭНЕРГИЯ — наш самый важный инструмент.Цезарь Миллан

## Биография
Родился в 1969 году у Фелипе Мильяна Гильена и Марии Терезы Фавела-де-Мильян в Кульякан-Росалесе, Синалоа, Мексика. Миллан вырос с животными, работая с ними на ферме своего деда. Из-за его естественного обращения с собаками, он был назван «el Perrero» («собачник»). Позже семья переехала в Масатлан, а там в возрасте 13 лет, по пути на соревнования по дзюдо, стоя перед большой статуей, Миллан заявил своей матери, что однажды он станет лучшим тренером собак в мире.
Миллан и его родители незаконно пересекли границу США, когда ему был 21 год. Он начал работать с собаками, Джада Пинкетт Смит (в то время, Джада Пинкетт) стала одним из первых клиентов Миллана и его сторонником. Впоследствии Миллан создал Центр Собачьей Психологии, специализирующийся на работе с крупными породами собак.
Миллан живёт в Санта-Кларите, штат Калифорния. Он женился на Иллюзии Уилсон Миллан в 1994 году и имеет двух сыновей, Андре (р. 1995) и Кальвина (р. 2001). Он стал законным жителем США в 2000 году и является гражданином США с 2009 года. 
В мае 2010 года , после того, как его пес Daddy умер в феврале, и он узнал о намерении его жены подать на развод с ним, Миллан предпринял попытку самоубийства и остался жив.
В начале июня 2010 Миллан и его жена объявили, что они разводятся.

## Работы
В 2002 году после биографического очерка в Los Angeles Times, Миллан стал работать с MPH Entertainment, Inc., над развивающейся телевизионной программой «Переводчик с собачьего с Цезарем Милланом», реалити-шоу, которое показывает, как он работает в области реабилитации собак. Премьера состоялась 13 сентября 2004 на National Geographic Channel. Шоу показывают на National Geographic под названием «Переводчик с собачьего с Цезарем Милланом». В настоящее время идёт седьмой сезон, и транслируется более чем в 80 странах мира.
Программа демонстрирует применение Цезарем Милланом его философии: здоровая и уравновешенная собака нуждается в заботе «сильного вожака стаи» в лице своего хозяина, выражаемой в форме физических упражнений, дисциплины и любви (именно в таком порядке). Миллан показывает, как владельцы могут достичь и сохранить ведущую роль со своими с животными (Доминантную роль). Каждая серия содержит неоднократные предупреждения о том, что зрители не должны пробовать некоторые методы изменения поведения животного у себя дома.
Книга «Cesar’s Way» дебютировала во время второго сезона сериала, и стала бестселлером. Миллан работал с различными людьми включая таких знаменитостей как Опра Уинфри, Николас Кейдж, Уилл Смит и Вин Дизель.

## В популярной культуре
- Цезарь Миллан появляется в сериале «Южный Парк», в эпизоде «Цццт». Лиэн Картман нанимает его, чтобы с помощью опыта тренировки собак обуздать избалованную натуру Эрика Картмана, что удаётся до тех пор пока Лиэн не прекращает использовать методику Цезаря. Сам Цезарь высоко оценил данную пародию на своём YouTube канале[2].
- В 2007 году снялся в эпизоде «Children of Ghosts» сериала «Говорящая с призраками», сыграв самого себя.
- В 2008 году снялся в эпизоде «The Finger in the Nest» 4 сезона сериала «Кости», а также в фильме «Бетховен: Большой бросок», сыграв там самого себя.
- В 2010 году снялся в фильме «План Б», сыграв самого себя.
- В компьютерной игре Postal 2 есть достижение "Cesar Millan is a gay", для получения которого необходимо натравить собак на 30 прохожих.
- Упоминается в 5 серии 10 сезона мультсериала " Гриффины".